# Seznam osobností vyznamenaných 28. října 2025

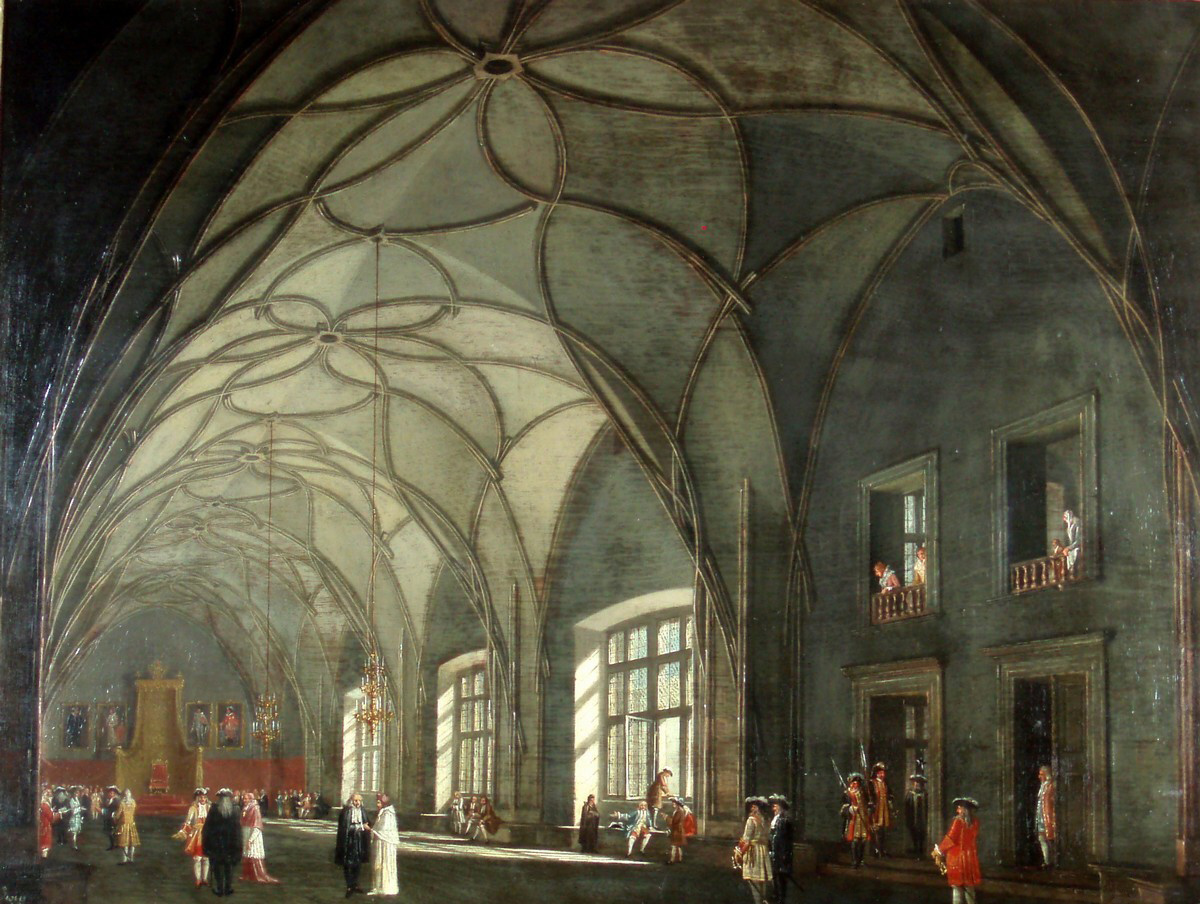
Historická podoba Vladislavského sálu Pražského hradu, nynějšího místa udílení státních vyznamenání

Toto bude seznam osobností, které by měl vyznamenat prezident České republiky Petr Pavel státními vyznamenáními při státním svátku 28. října 2025. Slavnostním udílením vyznamenání ve Vladislavském sále Pražského hradu obvykle vyvrcholí oslavy Dne vzniku samostatného československého státu.

## Návrhy
Návrh na udělení státního vyznamenání může prezidentovi podat občan, skupina občanů či organizace. Ze zákona své návrhy předkládá také Poslanecká sněmovna, Senát a vláda. Prezident však k návrhům nemusí přihlížet a může vyznamenat také bez návrhu; udělení státních vyznamenání však podléhá kontrasignaci předsedou vlády.

### Úprava podmínek
Místopředseda Poslanecké sněmovny a předseda podvýboru pro přípravu návrhů na propůjčení nebo udělení státních vyznamenání Jan Bartošek (KDU-ČSL) po předběžném projednání s předsedou Senátu Milošem Vystrčilem, s Kanceláří prezidenta republiky i s předsedy jednotlivých poslaneckých klubů navrhl rozšíření kategorií, v nichž je možno vyznamenání udílet, tak, aby bylo možno ocenit osobnosti také v oblastech, které dosud nebyly zahrnuty, jako například ochrana životního prostředí, zdravotnictví, dobrovolnictví nebo mezinárodní vztahy. Kategorie by podle úpravy již nebyly závazné, ale spíše jen návodné. Zároveň mělo být zrušeno rozdělení medailí Za zásluhy do tří různých stupňů. Dne 8. ledna 2025 tento návrh schválila vláda. Byl postoupen do zrychleného řízení v Poslanecké sněmovně, která jej 5. března téhož roku schválila již v prvním čtení. Senát návrh schválil 9. dubna a po podpisu prezidentem 25. dubna byla změna 6. května vyhlášena ve Sbírce zákonů.

### Senát
Podvýbor Organizačního výboru pro státní vyznamenání Senátu vyhlásil uzávěrku pro přijímání návrhů na vyznamenání do 31. března 2025.

### Poslanecká sněmovna
Poslanecká sněmovna 28. května z předběžného seznamu čítajícího 150 jmen vybrala celkem 138 osobností, které navrhla prezidentovi k vyznamenání. Schvalováním prošli například zesnulý spisovatel Milan Kundera, hudebník a moderátor Marek Eben či herečka a diplomatka Magda Vášáryová, dále bývalí ministři zahraničí Jiří Dienstbier a Jaroslav Šedivý a ministr obrany Luboš Dobrovský, pamětník holokaustu a podnikatel Jiří Brady, dobrovolník a zakladatel Projektu Phoenix Martin „Taylor“ Krejčí, který padl po zranění na Ukrajině, kněží Ladislav Heryán a Marek Vácha, lékař Tomáš Šebek, vývojáře 3D tiskáren Josef Průša, psychiatr Radkin Honzák. Neprošli však například diplomat Michael Žantovský, bývalí ministři Jaroslav Bašta či Daniel Herman ani bývalá ústavní soudkyně Eliška Wagnerová, lidskoprávní aktivistka a sociální pracovnice Elena Gorolová, podnikatelka Simona Kijonková, elitní policistka Jana Šebková.

### Prezident
Bude doplněno.

## Ceremoniál
Slavnostní ceremoniál předání státních vyznamenání se obvykle koná ve Vladislavském sále Hradu, načež zpravidla následuje recepce.

## Seznam vyznamenaných
bude oznámeno